# Trzęsienie ziemi w Casiguran (1968)
Trzęsienie ziemi w Casiguran w 1968 roku – trzęsienie ziemi o sile 7,3 stopni w skali Richtera, które nastąpiło 2 sierpnia 1968 roku o 4:19 czasu lokalnego, w filipińskim regionie Casiguran w prowincji Aurora. W wyniku trzęsienia, śmierć poniosło 271 osób, a rannych zostało 261 osób.
W wyniku wstrząsów, najbardziej ucierpiała stolica Filipin - Manila, pomimo znacznej odległości od epicentrum. Wiele budynków zostało poważnie uszkodzonych lub całkowicie zniszczonych. Ponad 260 ofiar śmiertelnych z 270, poniosło śmierć w wyniku zawalenia się 6-piętrowego budynku Ruby Tower, położonego w manilskiej dzielnicy Binondo. Firmę budującą Ruby Tower oskarżono o korzystanie z materiałów niskiej jakości. Pozostałe 10 ofiar poniosło śmierć w prowincji Aurora.
Trzęsienie wywołało również liczne lawiny błotne.